# Ramón Ledesma Miranda
Ramón Ledesma Miranda (Madrid, 1901-1963) fue un escritor español,  casado con María Luisa Criado García Malo de Molina, con quien tuvo un hijo, Juan Manuel Ledesma Criado. Escribió los libros de poemas La faz iluminada (1921); Almanaque de Auroras (1925) y Treinta poemas de transición del acento (1927). Publicó las novelas Antes del Mediodía (1930); Almudena, o historia de viejos personajes (1936) y La casa de la fama (1951) por la que se le concedió en 1951 el premio nacional de Literatura "Miguel de Cervantes". Se trata de una "novela río" que narra la ruina de una familia a fines del siglo XIX.

## Otras obras
El viajero sin Sol (Madrid, 1923)
Ensayos líricos de primavera y estío (Cuenca, 1925)
Motivos de viajero imaginario
Sombras, voces, llamas (Madrid, 1926)
El nuevo prefacio, Ensayo de crítica (Madrid, 1928 
Saturno y sus hijos (Madrid, 1934)
Viejos personajes (1936)
- Datos: Q6099761